# Nedim Şener

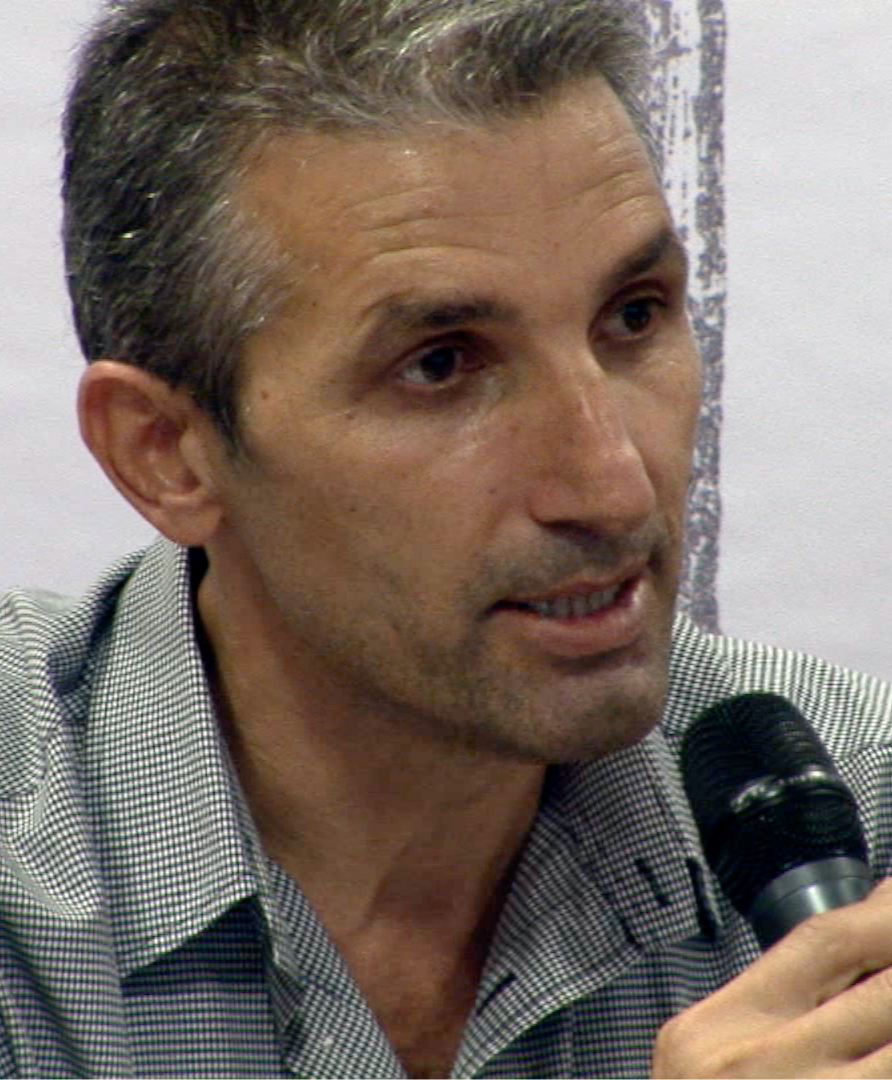
Nedim Şener (2015)

Nedim Şener (* 1966 in Deutschland) ist ein preisgekrönter türkischer Investigativjournalist und Buchautor. Zur Zeit schreibt er für die Zeitung Posta. Zu seinen Themen gehören insbesondere Geheimdienstaktivitäten und Korruption.
Im März 2011 wurden Şener und Ahmet Şık wegen angeblicher Unterstützung des Geheimbundes Ergenekon angeklagt, sie hatten über die islamistische Szene, insbesondere die Gülen-Bewegung und ihre Verquickung mit der herrschenden AKP-Regierung recherchiert.

## Leben
Şener wurde 1966 in Deutschland geboren, wuchs aber im Kreis Mengen der Provinz Bolu auf. Seine journalistische Karriere begann 1991 in der Zeitung İlkhaber („erste, unverunreinigte Nachricht“). Zwischen 1992 und 1994 arbeitete er bei der Zeitung Dünya („Welt“), um im November 1994 zur Tageszeitung Milliyet („Nation“) zu wechseln. Şener hat zahlreiche Bücher publiziert.

## Gerichtsverfahren
Am 4. Juni 2010 sprach die 11. Kammer für schwere Straftaten in Istanbul Nedim Şener im Zusammenhang mit seinem Buch zum Mord an Hrant Dink vom Vorwurf, die Geheimhaltung von Ermittlungen verletzt und Beamte zur Zielscheibe für terroristische Organisationen gemacht zu haben, frei. Der Staatsanwalt hatte in der Verhandlung vom 28. April 2010 drei Jahre Haft gefordert. Ein separates Verfahren wegen des Buches wurde vor dem 2. Strafgericht in Istanbul unter dem Vorwurf, ein Gerichtsverfahren beeinflusst, Beamte beleidigt und die Geheimhaltung der Kommunikation verletzt zu haben, geführt. Es endete im Dezember 2010 mit einem Freispruch.
Das 2. Strafgericht in Bakırköy (Istanbul) sprach Nedim Şener am 31. Mai 2011 vom Vorwurf der Verletzung von Geheimhaltung der Ermittlungen im Zusammenhang mit einem Interview, das er mit Şenay Avcı, der Ehefrau von Hanefi Avcı geführt hatte und das am 30. September 2010 in der Zeitung erschienen war, frei.
Nedim Şener war auch wegen einer Nachricht vom 23. Oktober 2010 in Milliyet angeklagt. Unter der Überschrift „Bestechungsgelder fallen ihnen aus den Taschen“ ("Rüşvet paraları ceplerden taşıyor") waren einige Beamte beim Gericht in Bakırköy mit Initialen erwähnt worden und der Richter Ferşat Aydın war der Meinung, dass er mit F.A. gemeint sei. Daher wurden zwei Verfahren wegen Beleidigung und Verstoß gegen Geheimhaltung eröffnet. Das Gericht sprach ihn am 1. November 2011 von beiden Vorwürfen frei.
In einem weiteren Verfahren ging es um einen Artikel, der 2010 in Milliyet unter der Überschrift „Die schwarze Tasche war nicht im Raum“ (Siyah çanta odada yoktu) erschienen war. Hier wurde Anfang November 2001 vor dem 2. Strafgericht in Bakirköy (Istanbul) gegen Nedim Şener und den ehemaligen Chefredakteur von Milliyet, Hasan Çakkalkurt verhandelt. Der Richter schlug vor, das Verfahren gegen ein Bußgeld von 20.005 TL (ca. 8.000 Euro) pro Angeklagter einzustellen. Die Angeklagten erwartet sonst eine Strafe zwischen 18 Monaten und 4,5 Jahren Haft, weil sie gegen die Geheimhaltung von Akten in einer Ermittlung gegen Hanefi Avcı verstoßen haben sollen.
Mit Freispruch endete am 7. Dezember 2011 ein Verfahren gegen Nedim Şener vor dem 2. Strafgericht in Bakırköy. Ihm war vorgeworfen worden, in einem Artikel in Milliyet vom 9. Februar 2009 mit dem Titel „Interessantes Schema der Polizei“ gegen die Geheimhaltungspflicht laufender Ermittlungen verstoßen zu haben. In den Schemata war eine Verbindung zwischen Angeklagten im Ergenekon Verfahren und dem Mord an Hrant Dink hergestellt worden. Das Gericht vertrat die Ansicht, dass die rechtlichen Elemente der Straftat nicht erfüllt seien.

## Verhaftung im März 2011 und Haftentlassung im März 2012
Am 3. März 2011 wurden elf Personen in Istanbul und Ankara von mutmaßlich Gülen-nahen Richtern wegen Putschvorbereitungen inhaftiert, darunter die Journalisten Ahmet Şık und Nedim Şener. Şık hatte für sein Buch Die Armee des Imam über die Unterwanderung der Polizei durch die islamistische Gülen-Bewegung recherchiert. Neun der elf festgenommenen Personen, darunter Şık und Şener, kamen am 6. März 2011 unter dem Vorwurf, Mitglied des Geheimbundes Ergenekon zu sein, in Untersuchungshaft.
Ende August erschienen die ersten Meldungen in der türkischen Presse über eine Anklageschrift. Die 134-seitige Anklageschrift nennt 14 Verdächtige, 12 von ihnen in Untersuchungshaft. Im Zentrum steht das Internet-Portal OdaTV. Den Angeklagten wird vorgeworfen, die bewaffnete Terrororganisation „Ergenekon“ gegründet, geleitet oder angehört zu haben, der Organisation geholfen, das Volk zu Hass und Feindschaft aufgestachelt zu haben, Dokumente über die Sicherheit des Staates bzw. geheime Dokumente besorgt zu haben, das Recht auf Privatsphäre verletzt zu haben, persönliche Daten gespeichert und den Versuch unternommen zu haben, faire Gerichtsverfahren zu beeinflussen.
Der Anklageschrift zufolge werden Ahmet Şık und Nedim Şener beschuldigt, dem Geheimbund Ergenekon bzw. der Terrororganisation Ergenekon geholfen zu haben. Darauf stand eine Strafe von 7,5 bis 15 Jahren Haft. Nedim Şener wurde beschuldigt, die Anweisungen der Organisation Ergenekon an Ahmet Şık übermittelt zu haben.
Nedim Şener und Ahmet Şık wurden am 13. März 2012 durch das Strafgericht Istanbul aus der Haft entlassen. Şener erklärte kurz nach seiner Entlassung gegenüber Journalisten, dass er dieselbe Forderung, die er bei seiner Festnahme erhoben habe, bei seiner Entlassung wiederholen wolle. Und diese laute „Gerechtigkeit für Hrant Dink“. Bevor dies nicht gewährleistet sei, könne man weder von Freiheit noch von Sicherheit in diesem Land sprechen.

## Bücher
Zu den von Nedim Şener veröffentlichten Büchern gehören:
- Betrug von Kopf bis Fuß (Tepeden Tırnağa Yolsuzluk 2001)
- Die Nylon-holding (Naylon Holding 2002)
- Uzanlar – Zusammenbruch eines Angst-Imperiums (Uzanlar – Bir Korku İmparatorluğu’nun Çöküşü 2004)
- Deckname Atilla (Kod Adı Atilla 2004)
- Bruder Kemal im Land der Möglichkeiten (Fırsatlar Ülkesinde Bir Kemal Abi 2006)
- Gemeinnütziger Terrorist (Hayırsever Terrorist 2006)
- Der Dink-Mord und die Lügen des Geheimdienstes (Dink Cinayeti ve İstihbarat Yalanları 2009)
- Fethullah Gülen und die „Gemeinde“ in den Dokumenten von Ergenekon (Ergenekon Belgelerinde Fethullah Gülen ve Cemaat 2009)
- So ist mein Leben, Uğur Dündar (İşte Hayatım, Uğur Dündar 2010)
- Roter Freitag (Kırmızı Cuma 2011)

## Auszeichnungen und Preise
- In den Jahren 1998, 1999 und 2000 wurde er vom Journalistenverein der Türkei (Türkiye Gazeteciler Cemiyeti) zum Wirtschaftsjournalisten des Jahres ernannt.[19]
- 1998 Metin Göktepe Gazetecilik Ödülü (Metin-Göktepe-Journalismuspreis)
- 2002 Sedat Simavi Gazetecilik Ödülü (deutsch: Sedat-Simavi-Preis für Journalismus)
- Im Jahre 2003 wurde er als Kandidat der Türkei für den Internationalen Preis für Aufrichtigkeit von Transparency International (TI) gekürt
- 2007 gewann er den Uğur Mumcu Preis des Vereins zeitgenössischer Journalisten (türkisch: Çağdaş Gazeteciler Cemiyeti) für investigativen Journalismus.
- 2009 erhielt er den Preis für Pressefreiheit des Journalistenvereins der Türkei.
- 2010 Abdi İpekçi Yılın Gazetecilik Ödülü (deutsch: Journalistenpreis Abdi İpekçi)
- 2010 für sein Buch "Der Mord an Dink und die Lügen des Geheimdienstes (türkisch: Dink Cinayeti ve İstihbarat Yalanları) ehrte ihn die Union der Verleger der Türkei (türkisch: Türkiye Yayıncılar Birliği) mit dem Preis für Gedanken- und Ausdrucksfreiheit.
- 2010 Das Internationale Presseinstitut wählte ihn zu den 60 Helden der Pressefreiheit.
- 2010 Auszeichnung Oxfam/Novib PEN Freedom of Expression[1]
- 2015 Preis für die Freiheit und Zukunft der Medien der Medienstiftung der Sparkasse Leipzig